# Brompton Bicycle

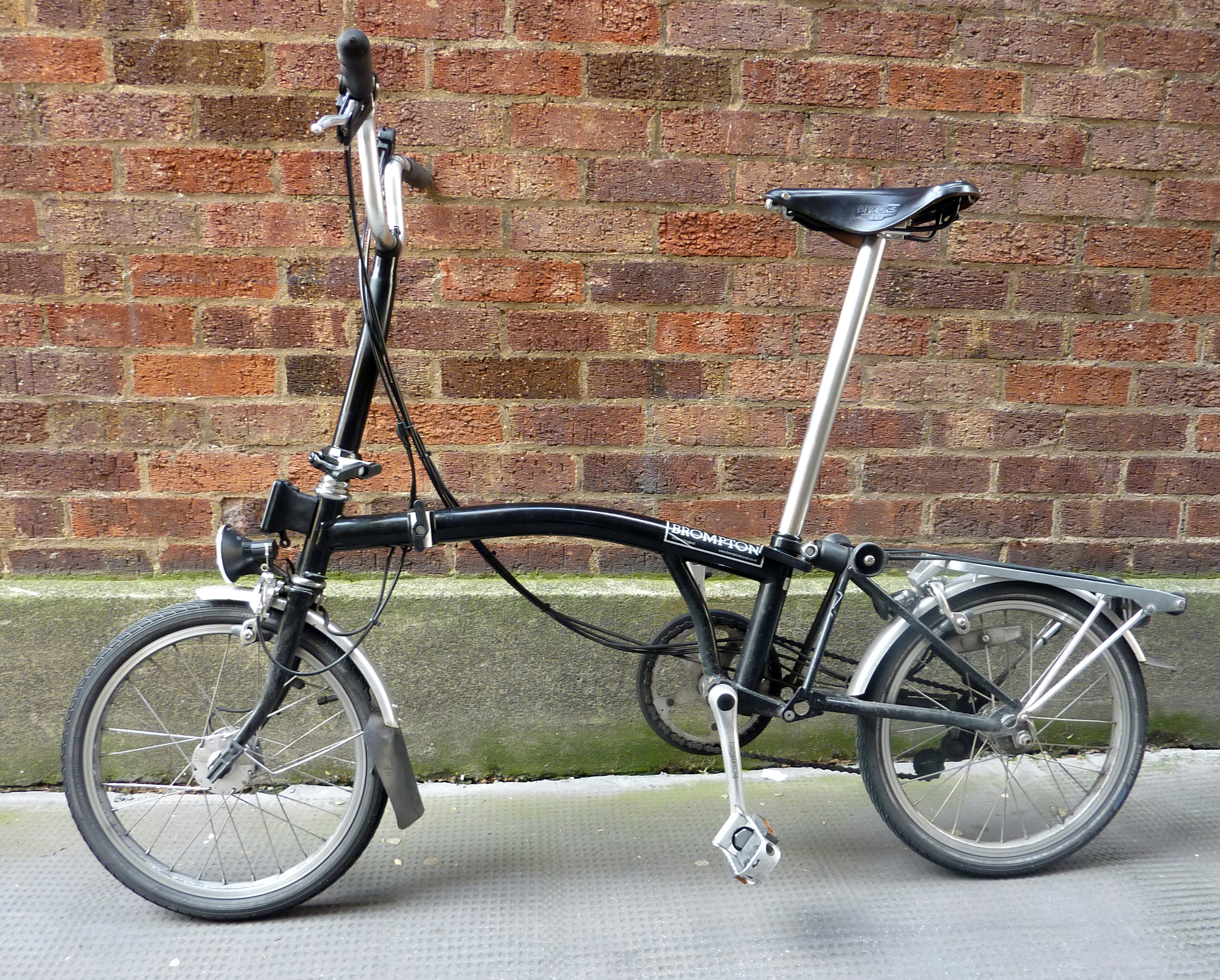
Faltrad Brompton

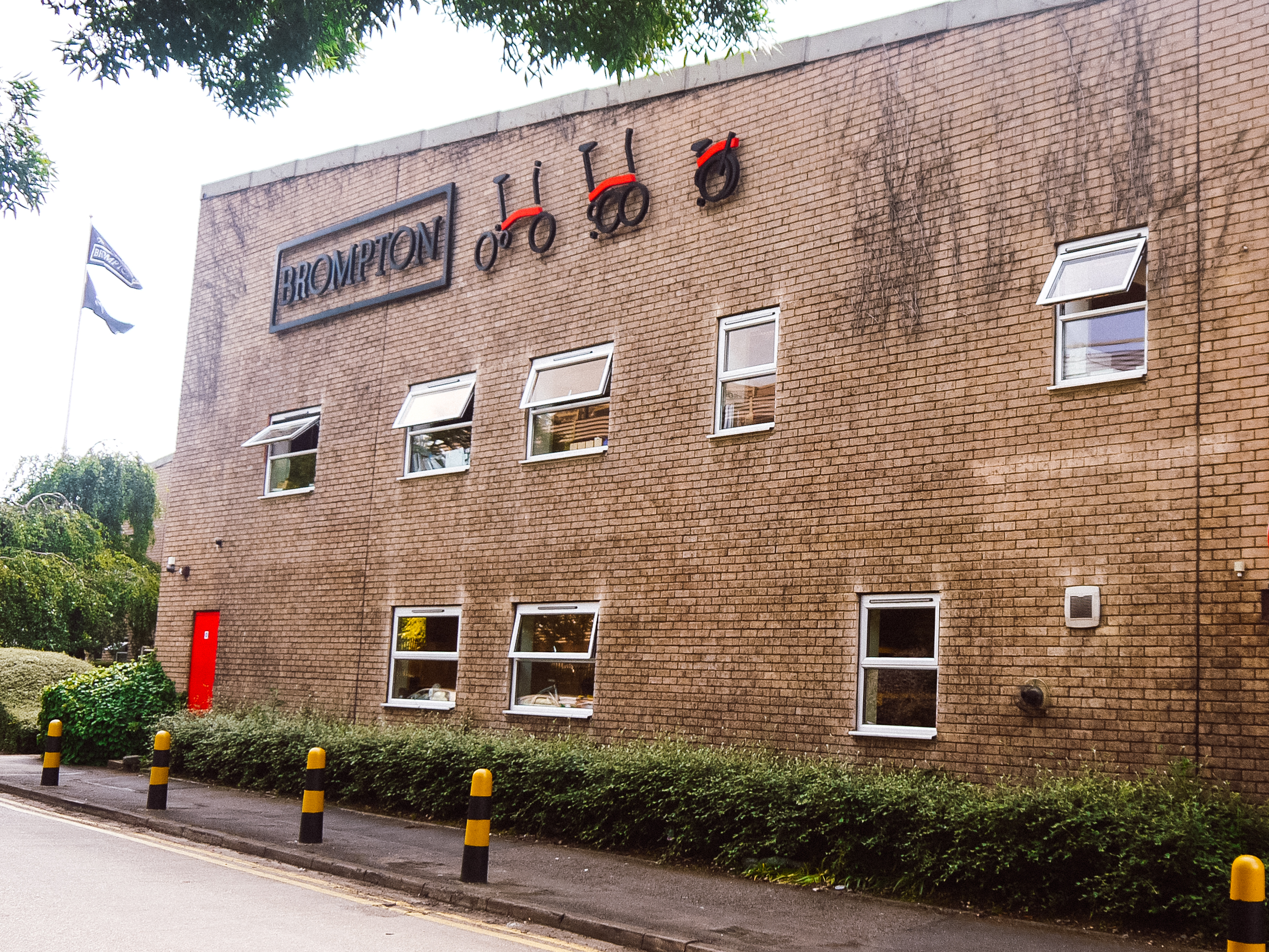
Firmenzentrale Brompton, London, Ealing

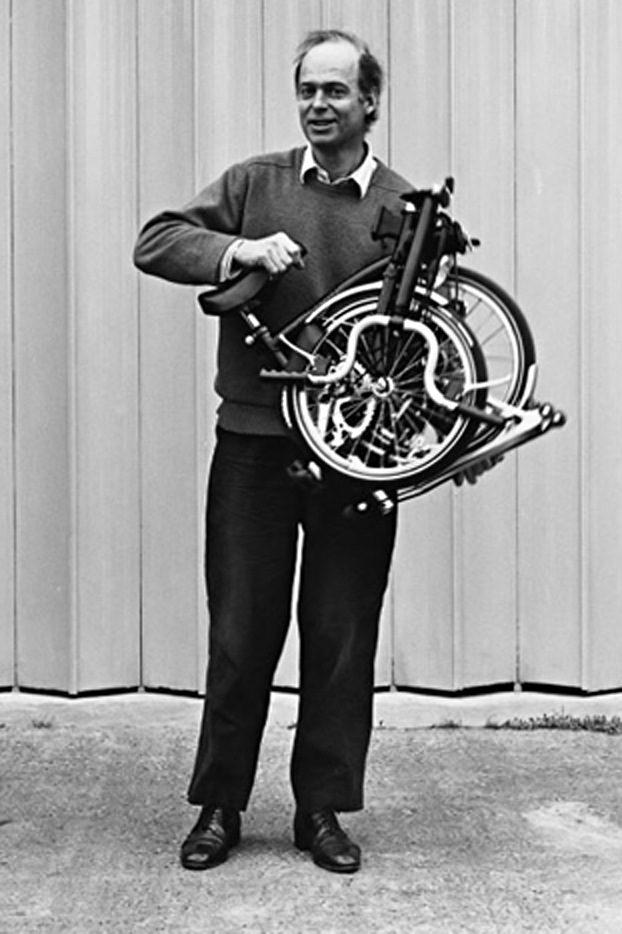
Konstrukteur Ritchie mit gefaltetem Brompton

Brompton Bicycle Limited (auch Brompton Bikes) ist ein von Andrew Ritchie um 1980 gegründetes Unternehmen im Westen von London, England, das Falträder eines bestimmten Typs herstellt. Die in mehreren Varianten in einem handwerklichen Prozess (Manufaktur) produzierten „Brompton Bikes“ sind für ihre relativ kompakte Bauweise, Robustheit und den dreistufigen Klappvorgang international bekannt. Mit einer Jahresproduktion von ca. 100.000 Rädern (2024) ist Brompton damit der größte Fahrradhersteller Großbritanniens.
Die Räder der Firma bekamen zahlreiche Preise, unter anderem am 21. April 2010 zwei Queen’s Awards for Enterprise in den Kategorien Innovation und Internationaler Handel. Sie werden als Räder für die Stadt beworben, weil sie zusammengeklappt zum Beispiel in die U-Bahn oder ins Restaurant mitgenommen werden können.

## Geschichte
Das Unternehmen wurde von Andrew Ritchie gegründet, der Maschinenbau studiert hatte und als Programmierer arbeitete, als ihn sein Vater Mitte der 1970er-Jahre mit jemandem bekannt machte, der Kapital für den britischen Faltradhersteller Bickerton suchte. Die Konstruktion von Bickerton ließ nach Andrew Ritchies Meinung zu wünschen übrig, worauf er selbst zu konstruieren begann und mit jeweils 100 Pfund Sterling von 10 Freunden einen Prototyp baute. Diesen und weitere Prototypen baute Ritchie in seinem Schlafzimmer. Das Unternehmen ist nach dem Brompton Oratory benannt, auf das Ritchie aus seiner Wohnung blickte. Im Oktober 1979 meldete er sein Faltrad zum Patent an.
Ritchie bot Fahrradherstellern wie der Raleigh Cycle Company vergeblich eine Lizenz an, fand aber 30 Fahrradkäufer in seinem Umfeld, die im Voraus bezahlten. Er fertigte daraufhin eine erste Serie von 50 Exemplaren, die er binnen 18 Monaten absetzte. Anfang der 1980er-Jahre beteiligten sich Anteilseigner mit 8.000 Pfund, und Ritchie fertigte mit einem Schweißer als einzigem Mitarbeiter 500 Falträder in zwei Jahren. Schließlich erhielt das Unternehmen eine Bürgschaft über 40.000 Pfund und 50.000 Pfund auf Aktien. Im Jahr 2005 gab es knapp 100.000 Falträder von Brompton. Will Butler-Adams übernahm 2008 die Geschäftsführerrolle vom Firmengründer Andrew Ritchie. Im Jahr 2013 bestand der von Brompton belieferte Markt aus 45 Ländern von Amerika bis Asien. Ende des Jahres 2022 lieferte Brompton das einmillionstes Faltrad aus.

### Produktions- und Verkaufszahlen
- 2002: 6.000 Fahrräder/Jahr produziert[10]
- 2017/18 (Geschäftsjahr?): 45.410 Fahrräder/12 Monate verkauft[11]
- 2018/19: 48.956 Fahrräder/12 Monate verkauft[11]
- 2019: 50.000 Fahrräder/Jahr produziert[10]
- 2019/20: 59.052 Fahrräder/12 Monate verkauft[12]
- 2020/21: 69.695 Fahrräder/12 Monate verkauft[13]
- 2021/22: 93.460 Fahrräder/12 Monate verkauft[14]
- 2022/23: 91.785 Fahrräder/12 Monate verkauft[14]
- 2023/24: 84.899 Fahrräder/12 Monate verkauft[15]

## Technik
Der Unterschied eines Brompton zu einem traditionelleren Klapprad wie dem Bickerton ist, dass kein Gelenk in der Mitte des Fahrradrahmens, sondern nahe dem Lenkkopf (Steuerkopf) sitzt und dass die Hinterbau-Schwinge (= Dreieck mit Kettenstreben und Sattelstreben, unten hinter dem Tretlager angelenkt, oben am Gummipuffer am Sattelrohr oben anliegend und mit Federspiel eingehakt) nach unten–vorne um 180° eingeklappt werden kann. Das Hinterrad fügt sich dabei unter der Wölbung des Rahmenhauptrohrs ein.
Diese Konstruktion begünstigt Stabilität, Fahrkomfort und kleines Packmaß.

Falten eines Brompton
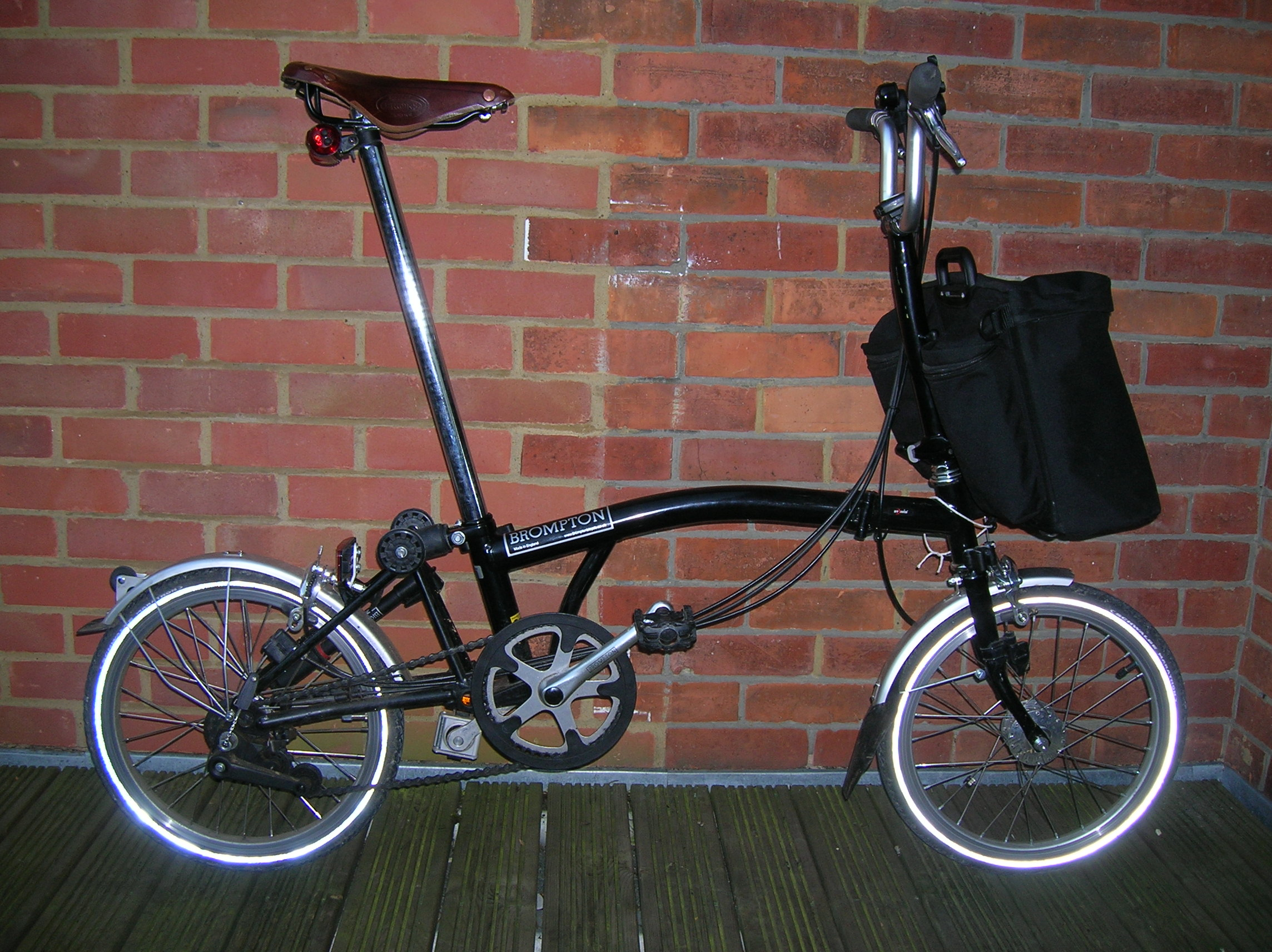
1. Aufgebaut: Fahrbereit mit rahmenfest am Steuerkopfrohr angesteckter Tasche.
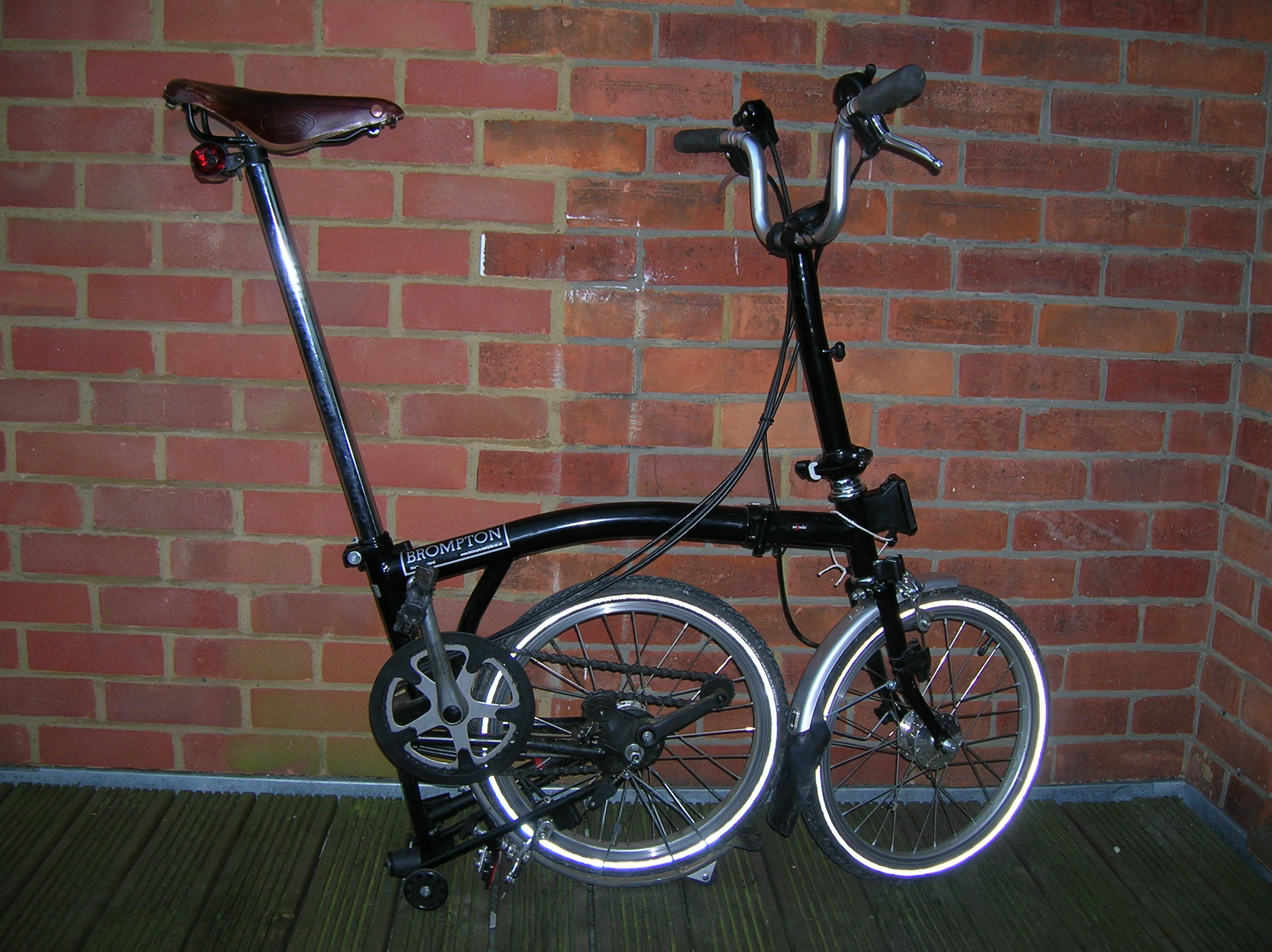
2. Heck eingeklappt: Abstellposition, das Rad kann gerollt werden (jedoch nicht getragen).
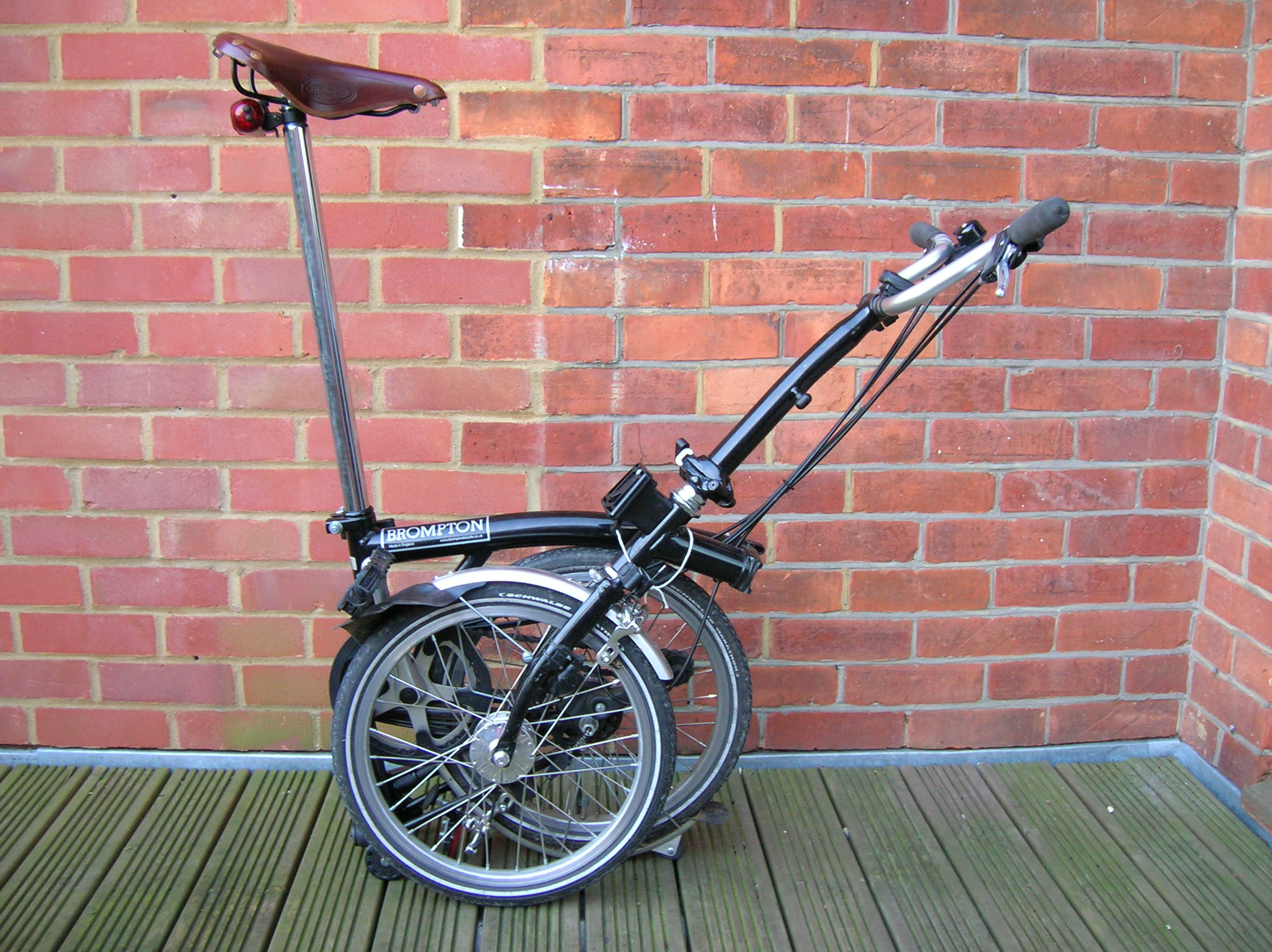
3. Front eingeklappt (und Vorderradgabel am Hinterbau eingehakt).
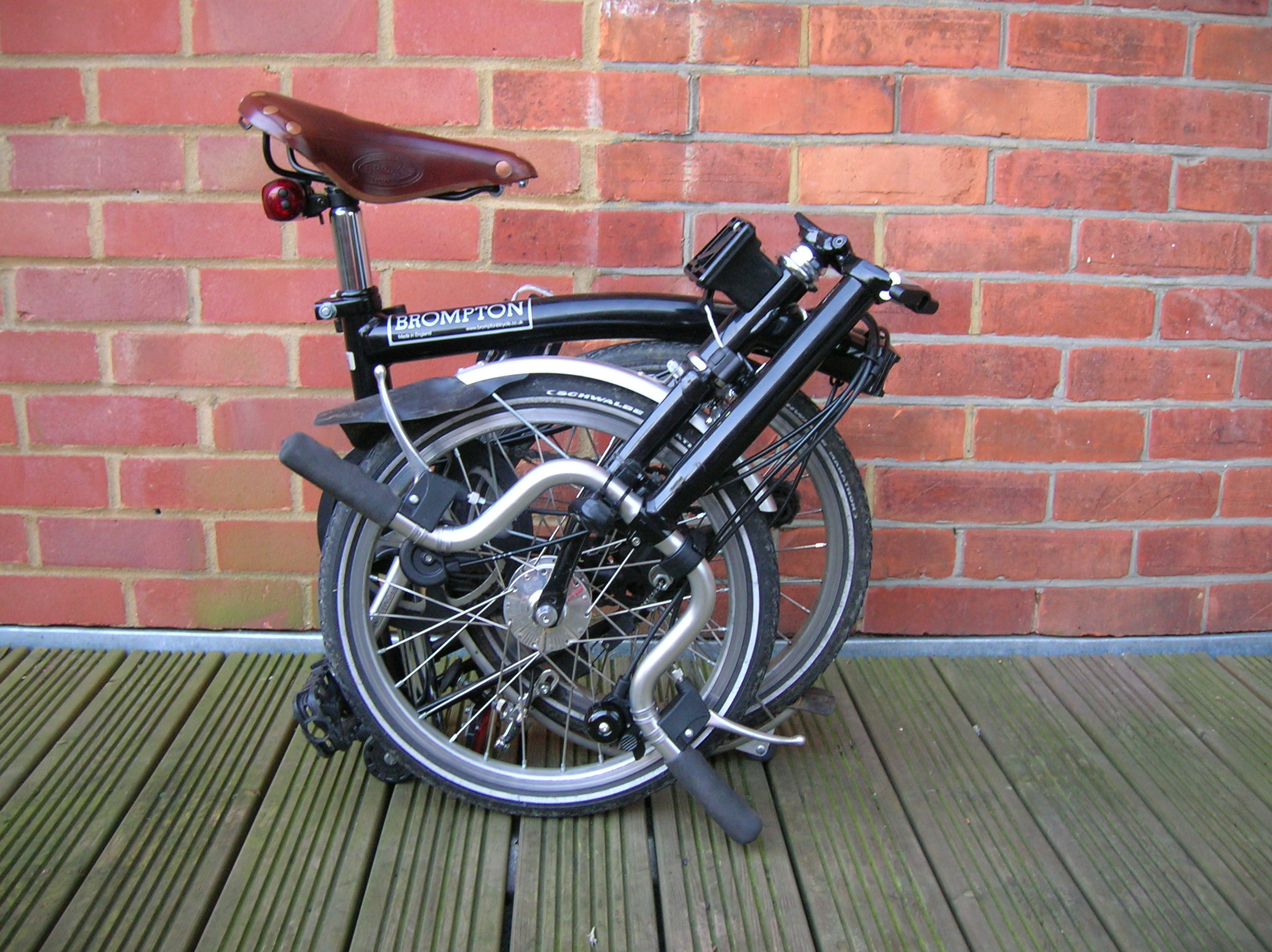
4. Lenker umgeklappt (und eingeschnappt), Sattelstütze versenkt (Hinterrad arretiert), Trageposition.

## Produkte
Die Produktpalette besteht aus einem einzigen Produkt – dem Faltrad Brompton. Das Brompton war jahrelang das zusammengefaltet kleinste Faltrad auf dem Markt und erfreut sich nach wie vor großer Beliebtheit bei den Nutzern. Es wird seit Jahrzehnten in Bezug auf Rahmenform, Faltmechanismus und die 16 Zoll-Reifengröße (349 mm ETRTO) unverändert gebaut; Details und Ausstattung werden allerdings immer wieder verändert, verbessert oder durch neue Lösungen ersetzt.
Das Brompton gibt es in verschiedenen Ausführungen und Konfigurationen, welche teilweise miteinander kombiniert werden können. Die wichtigsten Unterschiede betreffen den Antrieb (Eingangrad, Sturmey-Archer-Nabenschaltung, eine 2-Gang- oder 4-Gang-Kettenschaltung (die 2021 eingeführt wurde), eine 6-Gang- bzw. 12-Gang-Schaltung aus einer Kombination von Naben- und Kettenschaltung), den Lenkertyp (Niedrig, Mittel und Hoch) und die Sitzposition (Sattelstütze), die Beleuchtung (ohne, Batterien oder Nabendynamo) sowie das Rahmenmaterial (Stahl oder Titan). Weiter vertreibt Brompton passendes Zubehör wie Gepäck- und Transporttaschen sowie seit kurzem ein Kleidungsstück; all diese Dinge lässt Brompton von Zulieferern wie Radical Design oder Ortlieb Sportartikel produzieren. Seine Fahrradrahmen stellt Brompton selbst her.

### Ausstattungslinien
Die Räder sind aktuell in fünf Ausstattungslinien erhältlich, wobei sich technische Details jährlich ändern.
- „A Line“: Einfachste und günstigste Version die nur Online erhältlich ist. Ohne Schutzbleche mit Dreigang-Nabenschaltung ohne Wahlmöglichkeit bei Lenkerhöhe und Farbe.
- „C Line“: Gegenüber der A-Linie mit Schutzblechen mehr Wahlmöglichkeiten bei Gangschaltung, Beleuchtung (ohne, Batterie oder Nabendynamo) und Farben. Lenker gibt es in drei höhen S (tief), M (mittel) und H (hoch). Die Sattelstütze in Standardlänge, extra lang oder teleskopisch zusätzlich verlängerbar.
- „P Line“: Gegenüber der C-Line ist hier der Hinterbau und die Gabel aus Titan. Mehr Leichtbauteile und weitere Gangschaltungsoptionen. Bevor die P-Linie eingeführt wurde, gab es eine „Superlight“-Version, dieser entspricht es am ehesten.
- „T Line“: Die T-Line hat keine Gemeinsamkeiten mit den anderen Ausstattungslinien. Rahmen und Hinterbau bestehen aus Titan, die Gabel aus kohlenstofffaserverstärktem Kunststoff, weitere Leichtbauteile. Sie ist seit 2021 erhältlich. Es gibt keine hohen Lenker, kein Dynamolicht und keine teleskopische Sattelstütze.
- „G Line“: Die G-Line hat 20" (406 mm ETRTO)  Laufräder, hydraulische Scheibenbremsen sowie eine Aluminum Gabel und Vorbau. Das Packmaß ist 73 cm × 69 cm × 40 cm. Der Faltmechanismus entspricht dem der klassischen Brompton Modelle. Eingeführt wurde die G-Line im Herbst 2024. Die Schaltung ist grundsätzlich anders als bei den übrigen Brompton Modellen eine Shimano Alfine 8.[21]

Im August 2017 wurde das Brompton Electric vorgestellt, ein Pedelec-Faltrad als C, G oder P Line. C und P mit Motor in Vorderradnabe bei der G Line im Hinterrad.

### Tuning
Rund um das Fahrrad ist eine Szene entstanden, die sich mit dem Tuning des Fahrrades beschäftigt. So sind andere Accessoire, Gangschaltung und Laufräder sowie Leichtbauteile von Drittanbietern verfügbar, die speziell für Brompton-Fahrräder entwickelt wurden.

## Veranstaltungen
Es werden jährlich Rennen mit Falträdern von Brompton durchgeführt, z. B. die Brompton World Championship (BWC), bei denen oft ehemalige Leistungssportler mit nur unwesentlich modifizierten Bromptons erstaunliche Geschwindigkeiten mit einem Schnitt von bis zu 36 km/h erreichen. Es gibt auch nationale Meisterschaften, beispielsweise in Österreich und der Schweiz. Die Besonderheit liegt nicht nur darin, dass ausschließlich Falträder von Brompton zugelassen sind, sondern auch in einem Dresscode, der männliche Fahrer zu Sakko und Hemd mit Krawatte oder Querbinder ("jacket and tie") verpflichtet. 2016 fand die erste Brompton-WM im Rahmen des Velothon Berlin auf deutschem Boden statt.
Zumindest einmal ging ein Brompton-Radrennen vor zu zweien gegeneinander um das Windsor Castle.